# Henryk Denhoff
Henryk Denhoff herbu Dzik (ur. ok. 1585, zm. 1659) – sekretarz królewski 1614, starosta hermezeński od 1626 r., kasztelan derpski (1644), wojewoda parnawski (1646), przedstawiciel dyplomatyczny Rzeczypospolitej w Królestwie Danii w 1643 roku.

## Biografia
Był synem Krzysztofa (zm. przed 1622 r.) i Agnieszki von Vietinghoff. W 1623 r. poślubił Zofię, której ojcem był Michael von Manteuffel, kanclerz i nadradca Księstwo Kurlandii i Semigalii. Wyznawał kalwinizm.
Odebrał staranne wykształcenie: początkowo kształcił się w domu, następnie uczęszczał do szkół w Rydze i Toruniu, a przez kolejne pięć lat studiował na uniwersytetach w Wittenberdze i w Kolonii. Po uwięzieniu ojca przez Karola IX podczas najazdu szwedzkiego na Inflanty powrócił do Rzeczypospolitej, gdzie przez pewien czas pełnił funkcję dworzanina królewny Anny. Następnie udał się do Brandenburgii, a po dwuletnim pobycie wyjechał do Włoch, które zwiedził w całości. Przez kilka miesięcy uczęszczał do szkoły w Palermo.
Po powrocie do kraju w 1612 roku brał udział w wojnie z Moskwą. W 1614 roku został mianowany sekretarzem królewskim i zasiadał w sądach asesorskich. W 1617 roku towarzyszył wojewodzie chełmińskiemu Janowi Weiherowi w poselstwie do Danii. W kolejnych latach wykonywał różnorodne funkcje powierzone mu przez króla.
W 1623 roku zawarł związek małżeński z Zofią Manteuffel, a trzy lata później objął starostwo hermezeńskie. Za panowania Władysława IV początkowo pozostawał na uboczu życia politycznego. W 1642 roku został mianowany królewskim komisarzem do Kurlandii, a w 1643 roku wysłano go jako posła do Kopenhagi, z zamiarem dalszego skierowania do Münsteru. Jego misją było skłonienie króla Danii Chrystiana IV do podjęcia się mediacji pomiędzy Rzecząpospolitą a Szwecją. Wskutek wybuchu wojny duńsko-szwedzkiej Denhoff powrócił przedwcześnie do kraju.
W marcu 1644 roku otrzymał kasztelanię dorpacką, a 26 listopada 1646 został mianowany wojewodą parnawskim. W późniejszych latach nie odgrywał już istotniejszej roli politycznej. Zmarł w 1659 roku.